# Avishay Cohen
Avishay Cohen (Jerusalén, 19 de junio de 1995) es un futbolista israelí que juega en la demarcación de defensa para el Maccabi Tel Aviv FC de la Liga Premier de Israel.

## Selección nacional
Hizo su debut con la selección de fútbol de Israel el 21 de noviembre de 2023 en un partido de clasificación para la Eurocopa 2024 contra Andorra que finalizó con un resultado de 0-2 tras un gol de Gadi Kinda y un autogol de Joan Cervós.

## Clubes
| Club                                 | País   | Año       | Partidos | Goles |
| ------------------------------------ | ------ | --------- | -------- | ----- |
| Beitar Jerusalén FC                  | Israel | 2014-2017 | 39       | 0     |
| Beitar Tel Aviv Bat Yam FC (cedido)  | Israel | 2017      | 10       | 0     |
| Hapoel Katamon Jerusalem FC (cedido) | Israel | 2018      | 15       | 0     |
| Beitar Jerusalén FC                  | Israel | 2018      | 1        | 0     |
| Bnei Yehuda Tel Aviv FC              | Israel | 2019-2022 | 133      | 4     |
| Beitar Jerusalén FC                  | Israel | 2022-2023 | 35       | 3     |
| Maccabi Tel Aviv FC                  | Israel | 2023-     | 38       | 0     |

## Palmarés

### Títulos nacionales
| Título                 | Club                   | País   | Año  |
| ---------------------- | ---------------------- | ------ | ---- |
| Copa de Israel         | Bnei Yehuda Tel Aviv   | Israel | 2019 |
| Copa de Israel         | Beitar Jerusalén       | Israel | 2023 |
| Copa Toto Al           | Maccabi Tel Aviv F. C. | Israel | 2024 |
| Liga Premier de Israel | Maccabi Tel Aviv F. C. | Israel | 2024 |
| Supercopa de Israel    | Maccabi Tel Aviv F. C. | Israel | 2024 |
| Copa Toto Al           | Maccabi Tel Aviv F. C. | Israel | 2025 |
| Liga Premier de Israel | Maccabi Tel Aviv F. C. | Israel | 2025 |